# Hilda Gaxiola
Hilda Gaxiola Alvárez (* 14. Juli 1972 in Guamúchil) ist eine ehemalige mexikanische Beachvolleyballspielerin.

## Karriere
Gaxiola spielte 1999 ihre ersten Open-Turniere mit Teresa Galindo Mata. Bei der Weltmeisterschaft in Marseille belegten die Mexikanerinnen den 33. Platz. Im folgenden Jahr nahmen sie an den Olympischen Spielen in Sydney teil und schieden nach zwei Niederlagen früh aus. 2001 bildete Gaxiola ein neues Duo mit ihrer langjährigen Partnerin Mayra García. Nach überstandener Vorrunde besiegte sie in der ersten Hauptrunde der WM in Klagenfurt ihre bisherige Mitspielerin Galindo und unterlag im Achtelfinale gegen die Tschechinnen Celbová/Nováková.
Zwei Jahre später scheiterten Gaxiola/García in Rio de Janeiro als Gruppenzweite an den Chinesinnen You Wenhui und Wang Lu. Vor der WM hatten sie bei diversen Open-Turnieren Top-Ten-Ergebnisse erzielt. Außerdem gewannen sie Silber bei den Panamerikanischen Spielen. 2004 in Athen mussten sie sich ohne Satzgewinn nach der Vorrunde vom olympischen Turnier verabschieden. Bei der WM 2005 in Berlin verloren sie in der zweiten Runde gegen das deutsche Duo Lahme/Müsch und auf der Verlierer-Seite gegen die Griechinnen Koutroumanidou/Tsiartsiani. Nach einem neunten Platz bei den Acapulco Open trennten sie sich Ende des Jahres. Gaxiola bestritt 2007 und 2008 noch einige Open-Turniere mit Rosario Reyes.